# John Wick (franquia)
John Wick é uma franquia de mídia de suspense e ação neo-noir americana criada pelo roteirista Derek Kolstad e estrelada por Keanu Reeves como John Wick, um ex-assassino que é forçado a voltar ao submundo do crime que havia abandonado. 
A franquia, de propriedade da Lionsgate, começou com o lançamento de John Wick (2014), seguido por duas sequências, John Wick: Chapter 2 (2017) e John Wick: Chapter 3 – Parabellum (2019). Os filmes foram considerados sucessos de crítica e comercial, com um faturamento coletivo de mais de US $ 587 milhões em todo o mundo. Uma quarta parte, John Wick: Chapter 4, está em pós-produção e tem data de lançamento para 24 de março de 2023. Um quinto filme também está em desenvolvimento, e foi originalmente planejado para ser filmado lado a lado com o quarto filme, além de uma minissérie intitulada The Continental: From the World of John Wick (2023), e o spin-off From the World of John Wick: Ballerina (2025).

## Background
John Wick (Keanu Reeves) nasceu Jardani Jovonovich na Bielorrússia. Ele era órfão e foi levado pela máfia russa Tarasov, onde foi criado como assassino. Ele era tão implacável que o chefe da máfia Viggo Tarasov o respeitava e temia. Sua fama era tão grande que ele ficou conhecido como Baba Yaga, The Boogeyman, além de ter a fama de ter matado 3 homens em um bar com um lápis. No início do primeiro filme, Wick havia se aposentado por cinco anos.

## Filmes
| Filme                                  | Data de lançamento      | Diretor(es)    | Roteirista(s)                                           | História(s)                 | Produtor(es)                                                 | Status             |
| -------------------------------------- | ----------------------- | -------------- | ------------------------------------------------------- | --------------------------- | ------------------------------------------------------------ | ------------------ |
| John Wick                              | 24 de outubro de 2014   | Chad Stahelski | Derek Kolstad                                           | Derek Kolstad               | Basil Iwanyk, David Leitch, Eva Longoria e Michael Witherill | Lançado            |
| John Wick: Chapter 2                   | 10 de Fevereiro de 2017 | Chad Stahelski | Derek Kolstad                                           | Derek Kolstad               | Basil Iwanyk e Erica Lee                                     | Lançado            |
| John Wick: Chapter 3 – Parabellum      | 17 de Maio de 2019      | Chad Stahelski | Derek Kolstad, Shay Hatten, Chris Collins & Marc Abrams | Derek Kolstad               | Basil Iwanyk e Erica Lee                                     | Lançado            |
| John Wick: Chapter 4                   | 24 de Março de 2023     | Chad Stahelski | Shay Hatten e Michael Finch                             | Shay Hatten e Michael Finch | Basil Iwanyk, Erica Lee, Keanu Reeves e Chad Stahelski       | Lançado            |
| From the World of John Wick: Ballerina | 06 de Junho de 2025     | Len Wiseman    | Shay Hatten                                             | Shay Hatten                 | Basil Iwanyk, Erica Lee e Chad Stahelski                     | Lançado            |
| John Wick: Chapter 5                   | TBA                     | Chad Stahelski | TBA                                                     | TBA                         | Basil Iwanyk, Erica Lee, Keanu Reeves e Chad Stahelski       | Em Desenvolvimento |

### John Wick(2014)
John Wick é um lendário assassino de aluguel aposentado, lidando com o luto após perder o grande amor de sua vida. O primeiro filme da série se concentra na busca de um gângster que invadiu sua casa, matou sua cachorrinha Daisy, ela foi o presente final de sua esposa recentemente falecida, Helen (Bridget Moynahan), e roubou seu carro. Ele é forçado a voltar à ativa e inicia sua vingança.

### John Wick: Chapter 2(2017)
John Wick é forçado a deixar a aposentadoria mais uma vez por causa de uma promessa antiga e viaja para Roma, com o objetivo de ajudar um "velho amigo" a derrubar uma organização secreta, perigosa e mortal de assassinos procurados em todo o mundo. Wick é enviado para assassinar um alvo que ele não deseja matar, então enfrenta a traição nas mãos de seu "velho amigo".

### John Wick: Chapter 3 – Parabellum(2019)
John Wick está fugindo, sendo caçado com um contrato 'aberto' de US$ 14 milhões em sua vida por quebrar uma regra fundamental: tirar uma vida nos terrenos do Continental Hotel. A vítima, Santino D'Antonio (Riccardo Scamarcio) era membro da Alta Cúpula, a organização que ordenou o contrato aberto. John já deveria ter sido executado, mas o gerente do Continental, Winston Scott (Ian McShane), deu a ele um período de carência de uma hora antes de ser excomungado - sua associação será revogada e ele será banido de todos os serviços e cortado dos outros membros. John usa favores e contatos acumulados em sua vida anterior para se manter vivo enquanto luta para sair da cidade de Nova Iorque.

### John Wick: Chapter 4(2023)
John Wick descobre um caminho para derrotar a Alta Cúpula. Mas antes que ele possa ganhar sua liberdade, Wick deve enfrentar um novo inimigo com poderosas alianças em todo o mundo e forças que transformam velhos amigos em inimigos.

### From the World of John Wick: Ballerina(2025)
O primeiro filme spin-off da franquia que ocorre entre os eventos de John Wick: Chapter 3 – Parabellum e Chapter 4, mostrando a bailarina-assassina Eve Macarro (Ana de Armas) começando a treinar nas tradições assassinas dos Ruska Roma.

## Séries de televisão
| Série                                        | Temporada | Temporada | Episódios | Originalmente exibida  | Originalmente exibida | Originalmente exibida | Showrunner(s)             |
| Série                                        | Temporada | Temporada | Episódios | Primeira exibição      | Última exibição       | Rede                  | Showrunner(s)             |
| -------------------------------------------- | --------- | --------- | --------- | ---------------------- | --------------------- | --------------------- | ------------------------- |
| The Continental: From the World of John Wick |           | 1         | 3         | 22 de setembro de 2023 | 6 de outubro de 2023  | Peacock               | Greg Coolidge e Kirk Ward |

### The Continental: From the World of John Wick(2023)
Em junho de 2017, Chad Stahelski e Derek Kolstad foram anunciados para desenvolver uma série de televisão para a Lionsgate baseada nos personagens e no cenário dos filmes de John Wick, provisoriamente intitulada The Continental. A série girava em torno do hotel, refúgio seguro para matadores de aluguel e assassinos, que aparece nos filmes. Nesse mesmo mês, foi anunciado que a série seria um prequel da franquia, que se passa anos antes dos acontecimentos dos filmes.
Em abril de 2021, o presidente da Lionsgate Television, Kevin Beggs, anunciou que a série seria focada em um jovem Winston na década de 1970. A série explora eventos do mundo real, incluindo a Grande Greve do Lixo e a ascensão da Máfia Americana ao poder econômico. Ele anunciou que o enredo do projeto foi difícil de desenvolver, com o estúdio tendo recebido várias propostas de diferentes equipes criativas, antes que os criadores de Wayne apresentassem o conceito que escolheram: três episódios de 90 minutos, tornando The Continental uma minissérie. Em outubro de 2021, foi anunciado que Mel Gibson estrelaria a série, com Colin Woodell escalado como o jovem Winston Scott. Hubert Point-Du Jour, Jessica Allain, Mishel Prada, Nhung Kate e Ben Robson também foram adicionados ao elenco. Em novembro de 2021, Ayomide Adegun, Peter Greene e Jeremy Bobb se juntaram ao elenco como o jovem Caronte, o tio Charlie mais jovem e um novo personagem chamado Mayhew, respectivamente. Em fevereiro de 2022, foi anunciado que Katie McGrath foi escalada como a Adjudicadora.

Em agosto de 2022, a Lionsgate anunciou que havia vendido os direitos de estreia da série para o Peacock, tendo determinado que a série não era mais adequada para o Starz. Esperava-se então que estreasse em 2023. Em março de 2023, o presidente do Lionsgate Motion Picture Group, Joe Drake, afirmou que a série deveria ser lançada no final do ano, dizendo também que os episódios estavam "quase terminados". A série foi oficialmente intitulada The Continental: From the World of John Wick, em abril de 2023, e foi lançada entre 22 de setembro e 6 de outubro de 2023.

## Links externos
- John Wick
- John Wick: Chapter 2
- John Wick: Chapter 3 – Parabellum
- John Wick: Chapter 4
- From the World of John Wick: Ballerina
- The Continental: From the World of John Wick